# Pachypops trifilis
Pachypops trifilis är en fiskart som först beskrevs av Müller och Troschel, 1849.  Pachypops trifilis ingår i släktet Pachypops och familjen havsgösfiskar. Inga underarter finns listade i Catalogue of Life.